# Алферьевская
Алферьевская — деревня в Вожегодском районе Вологодской области.
Входит в состав Мишутинского сельского поселения, с точки зрения административно-территориального деления — в Мишутинский сельсовет.
Расстояние по автодороге до районного центра Вожеги — 70,5 км, до центра муниципального образования Мишутинской — 4,5 км. Ближайшие населённые пункты — Есинская, Лощинская, Глазуновская, Матвеевская, Тимонинская.
По переписи 2002 года население — 2 человека.
В 1999 году была внесена в реестр населённых пунктов Вологодской области под названием Алферовская. Исправление внесено 1 июня 2001 года.